# Iridopsis eupepla
Iridopsis eupepla là một loài bướm đêm trong họ Geometridae.